# Oberstadt
Oberstadt este o comună din landul Turingia, Germania.